# Жуков Ілля Григорович
Жуков Ілля Григорович (нар. 1830 — пом. 13 жовтня 1911, Царицин) — революційний народник. Народився в родині дрібнопомісного дворянина Курської губернії. Навчався в Полтавському та Петербурзькому кадетських корпусах. У 1859—62 роках — штабс-капітан Чернігівського піхотного полку, який був розташований у Києві. Підтримував зв'язки з учасниками студентського руху, вів революційну пропаганду серед солдатів, за що 1862 року його звільнено з полку. 1862 переїхав до Санкт-Петербурга, вступив до організації «Земля і воля». 1863 року заарештований у справі таємної народницької друкарні в Марієнгаузені (Вітебської губернії), засуджений до 10 років каторги, яку відбував в Іркутській губ. Від 1875 перебував у Катеринославській губернії під наглядом поліції.